# Innwerk-Siedlung
Die Innwerk-Siedlung ist eine 1938/39 erbaute Werkssiedlung für Betriebsangehörige des Innwerks im Ortsteil Gars-Bahnhof der oberbayrischen Gemeinde Gars am Inn, ein nahezu unverändert erhaltenes Ensemble nationalsozialistischen Kleinsiedlungsbaues.

## Beschreibung und Baugeschichte
Die östlich, etwas außerhalb des Ortes gelegenen beidseitig der Innwerkstraße linear angeordneten gleichförmigen Häuschen liegen gegenüber der Fahrbahn etwas erhöht und werden über kleine Böschungstreppen erreicht. Das geschlossene Ensemble folgt in jeder Hinsicht dem in der frühen Periode des Nationalsozialismus (bis ca. 1937/38) postulierten Ideal der Gemeinschaftssiedlung.
Die Planung erfolgte 1938 durch den Münchener Architekten Michael Steinbrecher, Bauausführung war 1938/39. Es entstanden zwölf Kleinsiedlerstellen (entlang der Zufahrtsstraße zur Staustufe) in einfacher Bauform und bescheidener Ausstattung. Die einfachen Häuschen auf funktional äußerst reduziertem rechteckigem Grundriss tragen über dem Erdgeschoss bereits ein steiles Satteldach und zeigen keinerlei Ornamentik. Sie sind nach den Grundsätzen der Bestimmungen über die Förderung der Kleinsiedlung vom 21. April 1936 unter Einsatz geringer Mittel errichtet worden und äußerst sparsam ausgestattet. Die traditionell geformten Baukörper entsprechen in den Details aber durchaus der Sachlichkeit der Bauhauslehre.
Die weitgehend im Originalzustand erhaltene Siedlung kann als Musterbeispiel des Kleinsiedlungsbaues der NS-Zeit gelten. Die Siedlerstellen blieben lange Zeit im Eigentum des Werkes und wurden deshalb nicht, wie die ansonsten meist in privates Eigentum überführten Siedlungen, in den 1950er bis 80er Jahren individuell überformt.